# Pëtr Andreevič Šuvalov
Conte Pëtr Andreevič Šuvalov, in russo Пётр Андреевич Шувалов? (29 giugno 1771 – San Pietroburgo, 30 dicembre 1808), è stato un ufficiale russo.

## Biografia
Era il figlio del consigliere Andrej Petrovič Šuvalov (1742-1789), e di sua moglie, Ekaterina Petrovna Saltykova (1743-1817). Era il nipote di Pëtr Ivanovič Šuvalov e di Pëtr Semënovič Saltykov.

## Carriera
Nel 1786 divenne gentiluomo da camera e nel 1795 fu ciambellano di Paolo I. Il 28 marzo 1798 venne promosso a tenente generale, dopo aver ottenuto il rango di aiutante generale.
Dal 28 marzo 1798 al 21 gennaio 1799 fu capitano del reggimento degli Ussari di Kiev.

## Matrimonio
Nel 1797 sposò Sof'ja Grigor'evna Ščerbatova (1776-1849), figlia del principe Grigorij Alekseevič Ščerbatov e Anastasia Nikolaevna Dolgorukova, sorella del principe Aleksej Grigor'evič Ščerbatov. Ebbero quattro figli:
- Anastasia Petrovna (1799-1818);
- Ekaterina Petrovna (1801-1858), sposò il conte Carl von Schlieffen;
- Andrej Petrovič (1802-1873), sposò Thekla Ignat'evna Walentynowicz;
- Grigorij Petrovič (1804-1859).

## Morte
Morì il 30 dicembre 1808 a San Pietroburgo. Fu sepolto nel Monastero di Aleksandr Nevskij.